# Антоній Тадеуш Пшездзецький
Антоній Тадеуш Пшездзецький гербу Рох III (нар. 5 вересня 1718, Троки — пом. 28 березня 1772, Варшава) — державний діяч Великого князівства Литовського та Речі Посполитої, писар великий литовський (1739—1750), підчаший великий литовський (1750—1752), референдар великий литовський (1752—1764), підканцлер литовський (1764—1772), полковник білоруської дивізії литовського війська (1764).

## Життєпис
Народився Антоній Тадеуш 5 вересня 1718 року в Троках, у сім'ї каштеляна інфлянтського Александра Пшездзецького та Констанції Александри з Камінських.
Освіту здобув у Віленській Академії. 1733 року взяв участь в елекції Станіслава Лещинського. 1739 року став депутатом від Стародубського повіту та маршалком Головного трибуналу Великого князівства Литовського. 22 серпня 1739 року був призначений писарем великим литовським. Був послом на сейми 1740 i 1744 років від Стародубського повіту, депутатом Головного литовського трибуналу 1746, 1747 і 1749 років, послом інфлянтським на сейми 1748, 1750, 1752 та 1754 років. Він був одним із найзавзятіших прихильників Фамілії Чорторийських у Литві.
1 вересня 1750 року був призначений на посаду підчашого великого литовського. 7 червня 1752 року став світським референдарем великим литовським. Був директором віленського елекційного сеймику 1747 року, 1752 року став мінським війтом. 3 серпня 1757 року став кавалером Ордену Білого Орла.
Антоній Тадеуш був одним з організаторів і дійсним лідером генеральної конфедерації Великого князівства Литовського 1764 року. Був членом конфедерації Чорторийських 1764 року та послом на конвокаційний сейм від Мінського воєводства. Брав участь в елекції Станіслава-Августа Понятовського як провідник Мінського воєводства. У грудні 1764 року отримав посаду підканцлера литовського.
1766 року був комісаром Комісії монетного двору. 1768 року протестував проти відправлення коронного війська проти відділів Барської конфедерації. У серпні 1770 року його маєтки були конфісковані росіянами.
Значні маєтки Пшездзецький успадкував від матері. Справжнє багатство принесла йому дружина, спадкоємиця роду Вишневецьких. Це був графство Чорно-Острівське та Дзюньківський ключ. Він також володів Константиновом на Підляшші та Велесницею у Пінському повіті. 1760 року отримав у власність Заславльські маєтки. Мав палац у Мінську, будинки у Вільні та Гродно, садибу на Празі у Варшаві. Заснував костел у Заславлі. Обіймав посади старости пінського (1764—1772), мінського, блуденського та дембського. У всіх актах першим почав підписуватися титулом «граф на Заславлі та Чорному Острові».
Помер 28 березня 1772 року у Варшаві.

## Сім'я
Був одружений із Катажиною Огінською, донькою троцького воєводи Юзефа Тадеуша Огінського. Мали з нею 5 дітей:
- Міхал[pl] (1747—1799) — писар великий литовський, староста пінський і блуденський;
- Констанція (пом. 1787) — дружина Йоахима Літавора Хрептовича, секретаря, підканцлера та канцлера великого литовського.
- Гелена (1753—1821) — дружина віленського воєводи Міхала Ієроніма Радзивіла.
- Авґуст Домінік[be] (1760—1782) — староста мінський і дембський.
- Маріанна (1763—1843) — дружина генерала-майора литовського війська Іґнація Тизенгауза[pl].